# Grindhouse - Planet Terror
Grindhouse - Planet Terror (Planet Terror) è un film del 2007 scritto e diretto da Robert Rodriguez. Il film è uno dei due segmenti di Grindhouse, omaggio ai film d'exploitation degli anni settanta come Zombi 2 ed Incubo sulla città contaminata.
Per i contenuti violenti, gli effetti speciali splatter e le diverse scene di sesso, il film è stato vietato ai minori in paesi come Finlandia, Regno Unito e Paesi Bassi, mentre in Italia è stato vietato ai minori di 14 anni.
Mentre per A prova di morte si era scelta una versione estesa rimontata da Quentin Tarantino in occasione del Festival di Cannes, Planet Terror è stato mostrato con il montaggio originale statunitense, includente la bobina mancante ed il fake trailer Machete. Soltanto qualche scena è stata modificata o estesa.

## Trama
Ambientato nel Texas rurale, il film si apre seguendo le vicende della danzatrice go-go Cherry Darling, che decide di dimettersi dal lavoro sottopagato per trovare una nuova occupazione. Va incontro al suo misterioso ex-fidanzato El Wray quando sosta alla tavola calda del rozzo J.T. Hague, il quale tiene in piedi il locale decadente grazie all'affitto pagato da suo fratello, che fa lo sceriffo.
Nel frattempo un gruppo di funzionari dell'esercito degli Stati Uniti, guidati dal lunatico tenente Muldoon, stanno eseguendo una transazione commerciale con un ingegnere chimico di nome Abby per prendere possesso di una massiccia quantità di un agente biochimico mortale di sua creazione, conosciuto come DC-2 (nome in codice "Progetto Terrore"). Quando Muldoon apprende che Abby possiede un'altra scorta di DC-2 a portata di mano, ordina ai suoi uomini di catturarlo, ma Abby riesce a fuggire dopo aver sparato intenzionalmente alla scorta, rilasciando così l'arma biologica nell'aria. Sotto forma di gas, il DC-2 raggiunge una cittadina e infetta diversi abitanti, i quali si ricoverano in ospedale per farsi curare dal dottor William Block e dalla sua infedele moglie bisessuale Dakota, che fa l'anestesista.
Ben presto però gli infetti si tramutano in mostruose creature antropofaghe che iniziano a spargersi per tutta la località. Cherry e Wray rimangono coinvolti in un incidente stradale causato dagli infetti, che assalgono la ragazza. Wray riesce a salvarla uccidendo i mostri, ma la giovane perde la gamba destra e viene ricoverata in ospedale. Un'altra vittima ospedalizzata dell'invasione di infetti, rimasta col cranio privo di cervello, è Tammy, l'amante di Dakota, che era giunta in città per riunirsi a lei. Il Dottor Block la riconosce scoprendo i messaggini che si scambiavano lei e Dakota, e viene anche a sapere che lei stava appunto per lasciarlo per vivere con Tammy. Furioso, l'uomo perde la ragione e assale la moglie, pungendola più volte con le sue stesse siringhe anestetiche, per poi rinchiuderla in uno sgabuzzino.
Quando anche i pazienti dell'ospedale si tramutano in mostri antropofagi, Wray, che era stato arrestato dallo sceriffo Hague per via di crimini passati, torna in ospedale e recupera Cherry sistemandole una gamba di legno improvvisata, per poi rifugiarsi nel ristorante di J.T. e Hague. Anche Dakota fugge dall'ospedale incendiato dopo essersi liberata e, nonostante le mani intorpidite dagli anestetici iniettati da Block, riesce ad entrare in macchina e ad andarsene, mentre Block viene infetto dal virus. Dakota recupera suo figlio Tony e si reca dal padre, Earl McGraw. Tony però, che teneva un revolver datogli dalla madre per difendersi da eventuali assalitori, si spara accidentalmente in testa.
Intanto, Wray e Cherry si mettono a fare sesso nella camera da letto di J.T., ma proprio allora il film viene interrotto da un rullo di pellicola mancante. Quando il film riprende, il locale di J.T. è in fiamme e Hague è stato accidentalmente ferito dall'imbranato vicesceriffo Tolo, il quale viene divorato dagli infetti. Presto il gruppo viene raggiunto da Dakota, Earl e le gemelle baby sitter di Tony. Con Hague ferito gravemente, gli eroi optano per recarsi al confine messicano, ma vengono bloccati da un'orda di infetti. A salvarli intervengono i mercenari di Muldoon, che uccidono i mostri per poi però catturarli e rinchiuderli in una base militare. Nella cella i protagonisti incontrano Abby, il quale spiega che i soldati sono sempre stati infetti, per questo inalano altro DC-2 per contenere il virus e impedire la mutazione. Apprendono anche che una piccola percentuale della popolazione è immune al virus e da queste persone può essere ricavato un antidoto, per questo Muldoon li tiene in quarantena.
Mentre Dakota e Cherry vengono prese in disparte da due soldati, gli altri riescono ad eliminare le guardie, ma J.T. rimane mortalmente ferito. Quando Muldoon viene messo alle strette da Wray e Abby, spiega di essere stato il vero responsabile della morte di Osama bin Laden prima che lui e i suoi mercenari fossero infettati dal DC-2 ed erano obbligati a proteggere la zona. Wray offre un riconoscimento rispettoso del servizio militare di Muldoon prima che lui e Abby gli sparino quando inizia a mutarsi. Intanto Cherry infilza nell'occhio un soldato che l'aveva costretta a ballare con la gamba di legno mentre Dakota uccide il suo collega quando riacquista la sensibilità delle sue mani. Abby e Wray le raggiungono e quest'ultimo rimpiazza la gamba di legno spezzata di Cherry con un fucile d'assalto M4, che lei usa per uccidere diversi infetti.
J.T., che sta seduto a fianco al moribondo Hague, sfrutta le sue ultime forze per far esplodere l'intera base militare e con essa tutti gli infetti che erano dentro. Nel climax Abby viene ucciso con un colpo alla testa, ma il gruppo riesce lo stesso a prendere possesso di un elicottero e durante il decollo triturano svariati infetti inclinando in avanti l'elica. A bordo Dakota viene assalita dal Dottor Block, ma questo viene prontamente eliminato da McGraw. Purtroppo Wray rimane ucciso mentre salva Cherry da un soldato infetto. Nel finale, Cherry (che adesso ha un minigun come gamba destra) conduce sua figlia neonata concepita con Wray, il gruppo e molti altri sopravvissuti alla spiaggia caraibica a Tulum, dove cominciano una nuova società pacifica lontana dall'epidemia mondiale degli infetti.
In una scena dopo i titoli di coda, vediamo Tony seduto sulla spiaggia presso la fortezza dei sopravvissuti a giocare con una tartaruga, una tarantola e uno scorpione, i suoi animali domestici.

## Produzione

### Regia
Secondo l'attrice Marley Shelton, Tarantino era sempre presente sul set: «Spesso dava consigli, o ci riscriveva alcune battute. Ha influito molto su Planet Terror, così come Robert Rodriguez ha influito su A prova di morte».
Oltre a dirigere, scrivere e produrre il film, curarne la fotografia e il montaggio e comporne il tema musicale, Rodriguez ha aiutato l'attrice Rose McGowan a coreografare la go-go dance iniziale.

### Sceneggiatura
A Rodriguez venne in mente il soggetto di Planet Terror durante la post produzione di The Faculty: «Ricordo che dissi a Elijah Wood e Josh Hartnett, a tutti questi attori giovani, che i film di zombi erano morti e che non se ne vedevano da un pezzo, ma che io invece pensavo che sarebbero tornati in gran numero perché erano scomparsi da troppo tempo. Dissi loro "Noi dobbiamo essere i primi". Avevo un copione che avevo iniziato a scrivere. Era di circa 30 pagine, e così dissi loro "Questi sono personaggi che potete interpretare tutti". Eravamo tutti eccitati all'idea, ma in seguito non seppi cosa farci. [...] Decisi di applicarmi ad altri progetti, accantonai il film di zombi, anche se in faccia avevo quell'espressione del tipo "Ah! So che avrei realizzato il mio film di zombi». La storia venne recuperata quando Tarantino e Rodriguez svilupparono l'idea per Grindhouse.
Nell'idea iniziale di Rodriguez c'erano gli zombi, ma dopo aver incontrato il regista Umberto Lenzi il regista decise di cambiare e optò per ambientare la trama in un mondo dove un'arma batteriologica era stata propagata su larga scala. Nel film vi sono molteplici sequenze che omaggiano pellicole cult d’exploitation riguardanti il contagio e la sopravvivenza, quali Incubo sulla città contaminata di Lenzi e Zombi 2 di Lucio Fulci.

### Cast

Electra ed Elise Avellan alla première di Grindhouse

Molti degli attori di Planet Terror avevano precedentemente lavorato con Rodriguez: Marley Shelton aveva fatto un'audizione per Rodriguez sul set di The Faculty: il regista scelse di non prenderla, ma si ritrovò a lavorare con lei in Sin City, nel ruolo della donna in abito rosso che si scorge nella scena iniziale; in Sin City aveva lavorato anche Bruce Willis, che qui ha il ruolo del perfido tenente Muldoon. Il truccatore Tom Savini, qui nel ruolo del vicesceriffo Tolo, era già apparso in Dal tramonto all'alba, nel ruolo di Sex Machine; dallo stesso film, Michael Parks riprende qui il ruolo dello sceriffo Earl McGraw.
Nel cast compaiono anche i nomi di Electra ed Elise Avellan, nipoti della produttrice Elizabeth, ex moglie del regista Robert Rodriguez, nel ruolo delle sorelle babysitter.
La protagonista assoluta è l'attrice Rose McGowan, divenuta sul set la fidanzata del regista Rodriguez. Rodriguez la incontrò al Festival di Cannes 2006 e poco dopo l'assunse per Planet Terror, asserendo che le avrebbe cambiato la vita. Il nome stesso della sua protagonista, Cherry Darling, è nato dall'incontro a Cannes: «Gli dissi che se avessi avuto una figlia avrei voluto chiamarla Cherry Darling, ma non si può chiamare una bambina Cherry» - che è sinonimo di "stupro facile" e "ragazza facile" - «perché a scuola la farebbero morire, così il nome è toccato a me».

### Effetti speciali
Planet Terror fa un uso massiccio degli effetti visivi. Uno degli effetti più usati è la gamba mancante che Cherry mostra dopo l'incidente. Durante la post-produzione, i team di effetti speciali hanno rimosso digitalmente la gamba della McGowan e l'hanno rimpiazzata con due protesi generate al computer: in un primo momento il piede di un tavolo, poi un M4. Durante le riprese di queste sequenze, la McGowan ha indossato una tuta speciale che le costringeva il movimento per darle la sensazione di "assenza della gamba" e avrebbe aiutato gli effettisti a rimuoverla digitalmente, in fase di post produzione.

## Colonna sonora
La colonna sonora di Planet Terror, pubblicata dalla Varèse Sarabande il 3 aprile 2007, è stata composta da Robert Rodriguez in collaborazione con Graeme Revell (compositore delle colonne sonore di altri due film di Rodriguez, Dal tramonto all'alba e The Faculty). I ritmi ossessionanti e ripetuti ricordano per certi versi le colonne sonore dei film di John Carpenter, come ha asserito il regista stesso. Non a caso, sino all'ultimo minuto, il compositore della colonna sonora doveva essere Carpenter stesso, che alla fine si è invece limitato a cedere i diritti di una sua composizione, The Crazies Come Out dal film 1997: Fuga da New York.
Nella colonna sonora sono incluse anche due canzoni non originali: You Belong to Me di Pee Wee King, Chilton Price e Redd Stewart cantata da Rose McGowan e Too Drunk to Fuck di Jello Biafra eseguita dai Nouvelle Vague.

### Tracce
1. Grindhouse (Main Titles) - Robert Rodriguez
2. Doc Block - Robert Rodriguez e Carl Thiel
3. The Sickos - Robert Rodriguezz e Graeme Revell
4. You Belong To Me - Rose McGowan (Pee Wee King, Chilton Price e Redd Stewart)
5. Go Go Not Cry Cry - Robert Rodriguez e Rick Del Castillo
6. Hospital Epidemic - Robert Rodriguez e Graeme Revell
7. Usless Talent #32 - Robert Rodriguez
8. His Perscription... Pain - Robert Rodriguez e Carl Thiel
9. Cherry Darling - Robert Rodriguez
10. The Grindhouse Blues - Robert Rodriguez
11. El Wray - Robert Rodriguez
12. Police Station Assault - Robert Rodriguez
13. Dakota - Robert Rodriguez e Carl Thiel
14. Zero to Fifty in Four - Robert Rodriguez
15. Fury Road - Robert Rodriguez
16. Helicopter Sicko Chopper - Robert Rodriguezz e Graeme Revell
17. The Ring in the Jacket - Robert Rodriguez e George Oldziey
18. Killer Legs - Robert Rodriguez e Rick Del Castillo
19. Melting Member - Robert Rodriguezz e Graeme Revell
20. Too Drunk to Fuck - Nouvelle Vague (Jello Biafra)
21. Cherry's Dance of Death - Chingon (Robert Rodriguez)
22. Two Against the World - Rose McGowan (Rebecca Rodriguez e Robert Rodriguez)

## Distribuzione
Il film è stato presentato nell'edizione integrale al Festival del film Locarno 2007, con la partecipazione dello stesso Robert Rodriguez. Il film è uscito negli Stati Uniti il 6 aprile 2007 e in Italia il 28 settembre dello stesso anno.

## Slogan promozionali
- «Fully Loaded»
- «You might feel a little prick»
- «Humanity's last hope... Rests on a high power machine gun»

## Curiosità
- In una scena del film, mentre Tammy cerca di far ripartire la macchina in panne, la radio della stessa comunica la messa in onda di un brano musicale della DJ Jungle Julia "in sua memoria". Tale annuncio, quindi, rivela allo spettatore che i fatti narrati nel capitolo Grindhouse - A prova di morte (compresa la tragica uccisione della DJ e delle sue amiche per mano di Stuntman Mike) sono, sotto il profilo cronologico, accaduti prima di quelli riportati in Planet Terror.